# Teatro municipale di Jaguariúna
Vibra São Paulo (conosciuto in passato come 
Il Teatro Comunale di Jaguariúna, noto anche come Teatro Dona Zenaide, è il teatro municipale della città di Jaguariúna in Brasile nello Stato di San Paolo. L'edificio, in stile contemporaneo è intitolato a Clotide Fracchetta Chiavegato, meglio conosciuta come Dona Zenaide. Il teatro è gestito direttamente della Prefettura di Jaguariúna Si trova in via Alfredo Bueno 1151, Jaguariúna Centro.

## Storia
Il nome di Teatro Dona Zenaide, attribuito al Municipal Teatro di Jaguariúna, vuole essere un omaggio a Clotilde Fracchetta Chiavegato, nota come Dona Zenaide, morta nel 2003 all'età di 94 anni, per l'impegno da lei profuso verso la città di Jaguariúna.
L'edificio, costruito nel 1930 e che per anni ha ospitato il vecchio cinema della città “Cine Santa Maria”, dopo un lungo restauro è stato inaugurato nel 2008. Il progetto è stato realizzato per soddisfare le mutate esigenze artistiche e culturali di Jaguariúna.
Il grande spazio polifunzionale accoglie artisti brasiliani e internazionali, mostre d’arte, musica, cori, balletti opere teatrali e conferenze.

## Organizzazione
Il Teatro può contare su uno spazio complessivo di 14 000 metri quadrati, 420 posti a sedere, rampe di accesso per le persone con disabilità fisiche, un palcoscenico largo otto metri e dieci metri di profondità e una grande sala dedicata alle mostre d'arte.
Le produzioni artistiche per lo più allestite dalla Prefettura di Jaguariúna, attraverso la gratuità degli ingressi, sono tese a facilitare il più possibile l'accesso alla cultura del pubblico.